# Paternò
Paternò es una localidad italiana de la provincia de Catania, región de Sicilia, con 44.983 habitantes.

Ubicación de la ciudad de Paternò dentro de la provincia de Catania.

## Evolución demográfica
| Gráfica de evolución demográfica de Paternò entre 1861 y 2011 |
|                                                               |
| Fuente ISTAT - elaboración gráfica de Wikipedia               |